# Red Bull Ghana
Red Bull Ghana was een Ghanese voetbalvereniging uit Sogakope. De club was een van de voetbalfilialen van het Oostenrijkse bedrijf Red Bull. De club was aangesloten bij de GFA en speelde tussen 2009 en 2013 drie seizoenen in de Division One.
In 2014 ging de club een fusie aan met Feyenoord Fetteh. De nieuwe fusieclub ging verder onder de naam West African Football Academy.

## Geschiedenis
In 2006 nam het Oostenrijkse bedrijf Red Bull de Soccer School of Lavanttal over die reeds in Oostenrijkse handen was. Er werd een nieuw stadion gebouwd en in 2008 werd de naam veranderd in Red Bull Ghana. Zowel in 2008 als 2009 werd de club kampioen van het tweede niveau in de regio Volta. In 2009 werd ook promotie naar de Middle League bewerkstelligd. In de zomer van 2013 werd de academy gesloten.
In augustus 2014 fuseerde Red Bull Ghana met Feyenoord Fetteh, om samen verder te gaan als West African Football Academy Sporting Club, kortweg WAFA SC.

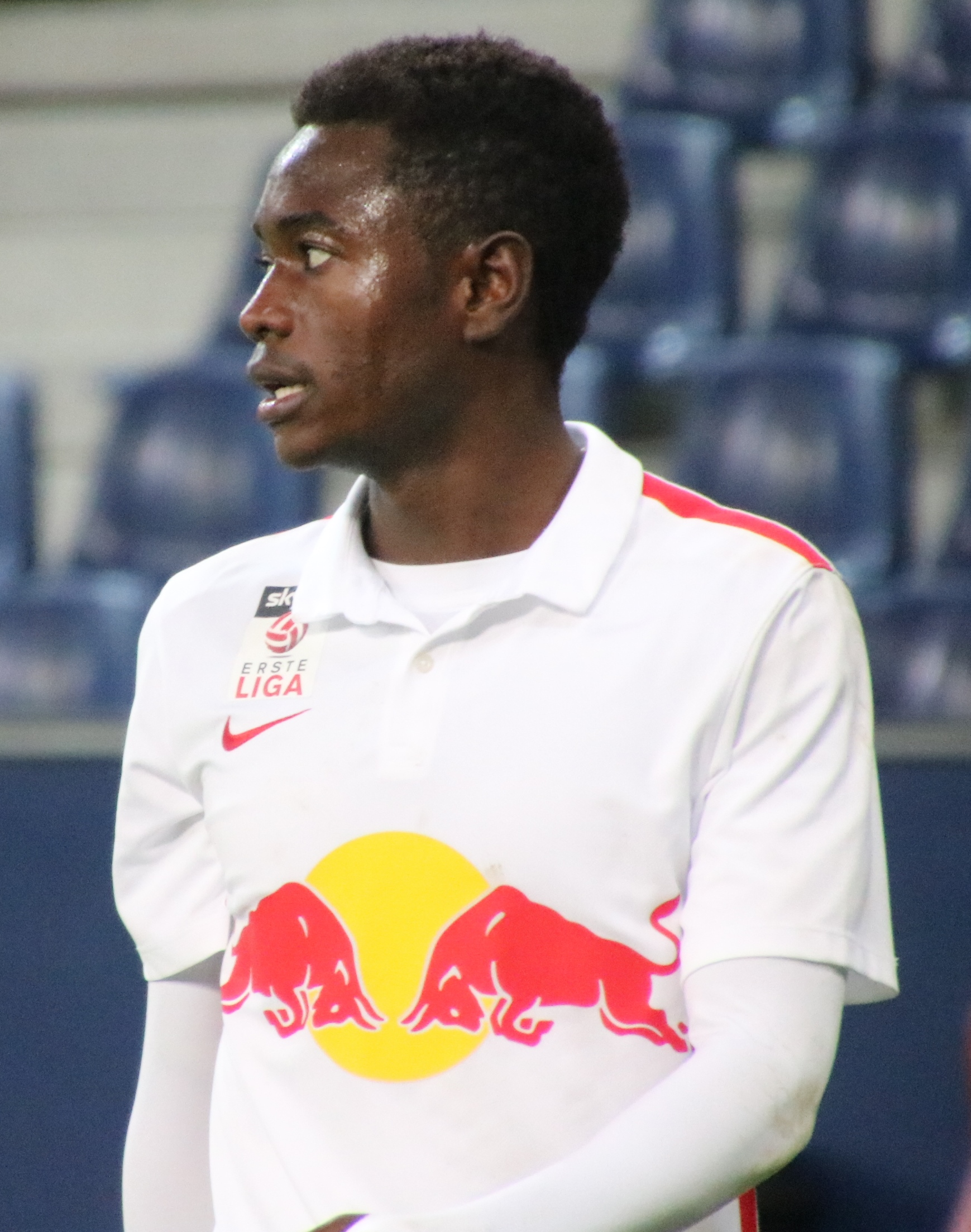
David Atanga, voormalig speler.

## Competitieresultaten 2009-2014
| ? 3B |

| 8 3B |

| ? 3B |

| ? 3B |

| 16 3B |

| ? |

| Division One | Middle League |

De eindplaatsen van Red Bull Ghana tijdens de seizoenen 2008/09, 2010/11, 2011/12 en 2013/14 zijn vooralsnog onbekend.

## Complex
Het sportcomplex van Red Bull Ghana in Sagakope werd in 2008 opgeleverd en biedt plaats aan circa 1000 toeschouwers. Men vindt er kunstgrasvelden (waaronder een hoofdveld met een overdekte tribune), kleedkamers, verblijfplaatsen voor de spelers, een recreatieruimte, een eetzaal, een fitnessruimte, een zwembad en een school, waar eveneens ruimte is voor kerkdiensten.

## Bekende (oud-)Bulls

### Spelers
- David Atanga
- Raphael Dwamena
- Olarenwaju Kayode
- Patrick Twumasi

### Trainers
- Daniel Heidemann (2008-2011)
- Eelco Schattorie (2011-2012)
- Sipke Hulshoff (2012-2014)